# Gonomyia (Leiponeura) pedica
Gonomyia (Leiponeura) pedica is een tweevleugelige uit de familie steltmuggen (Limoniidae). De soort komt voor in het Neotropisch gebied.